# Torquay (stacja kolejowa)
Torquay – stacja kolejowa w mieście Torquay, w hrabstwie Devon na linii kolejowej Riviera Line. Stacja bez trakcji elektrycznej. Na stacji zatrzymują się pociągi pospieszne.

## Ruch pasażerski
Stacja w Torquay obsługuje ok. 412 594 pasażerów rocznie (dane za rok 2021/2022). Posiada bezpośrednie połączenia z następującymi większymi miejscowościami:  Bristol, Exeter, Londyn, Paignton, Taunton. 

## Obsługa pasażerów
Automaty biletowe, przystanek autobusowy, postój taksówek. Pociągi odjeżdżają ze stacji co godzinę.